# Niphona hepaticolor
Niphona hepaticolor är en skalbaggsart som först beskrevs av Heller 1923.  Niphona hepaticolor ingår i släktet Niphona och familjen långhorningar.
Artens utbredningsområde är Filippinerna. Inga underarter finns listade i Catalogue of Life.